# Sonic Compilation
Sonic Compilation, ook wel bekend als Sonic Classics 3 in 1 of Sonic Classics, is een computerspel uit de Sonic the Hedgehog-franchise. Het spel werd uitgebracht in 1995 voor de Sega Mega Drive.
Het spel is een compilatie van drie eerder uitgebrachte spellen: Sonic the Hedgehog, Sonic the Hedgehog 2 (16 bitversie), en Dr. Robotnik's Mean Bean Machine.
Sonic Compilation was de eerste van verschillende Sonic-compilaties bestaande uit meerdere spellen op een cartridge. De drie spellen zijn onveranderd gebleven ten opzichte van hun afzonderlijke uitgave. Het enige nieuwe is een menu waar men tussen de drie spellen kan kiezen.
Het spel kan worden gekoppeld aan Sonic & Knuckles. Indien dit gebeurt kunnen spelers het gehele Blue Sphere-spel spelen in plaats van slechts een level.